# Belle Époque
A Belle Époque (francês para "Bela Época") foi um período da história francesa e europeia que começou após o fim da Guerra Franco-Prussiana em 1871 e continuou até a eclosão da Primeira Guerra Mundial em 1914. Ocorrendo durante a era da Terceira República Francesa, foi um período caracterizado pelo otimismo, iluminismo, romantismo, paz regional, prosperidade econômica, conservadorismo, nacionalismo, expansão colonial e inovações tecnológicas, científicas e culturais. Nesta era do clima cultural e artístico da França (particularmente em Paris naquela época), as artes floresceram notavelmente, e inúmeras obras-primas da literatura, música, teatro e artes visuais ganharam amplo reconhecimento.
A Belle Époque foi assim chamada em retrospectiva, quando começou a ser considerada uma "Era de Ouro" da Europa continental, em contraste com os horrores das Guerras Napoleônicas e da Primeira Guerra Mundial. A Belle Époque foi um período em que, de acordo com o historiador R. R. Palmer, "a civilização europeia alcançou seu maior poder na política global e também exerceu sua máxima influência sobre povos fora da Europa."

## Cultura popular e modas

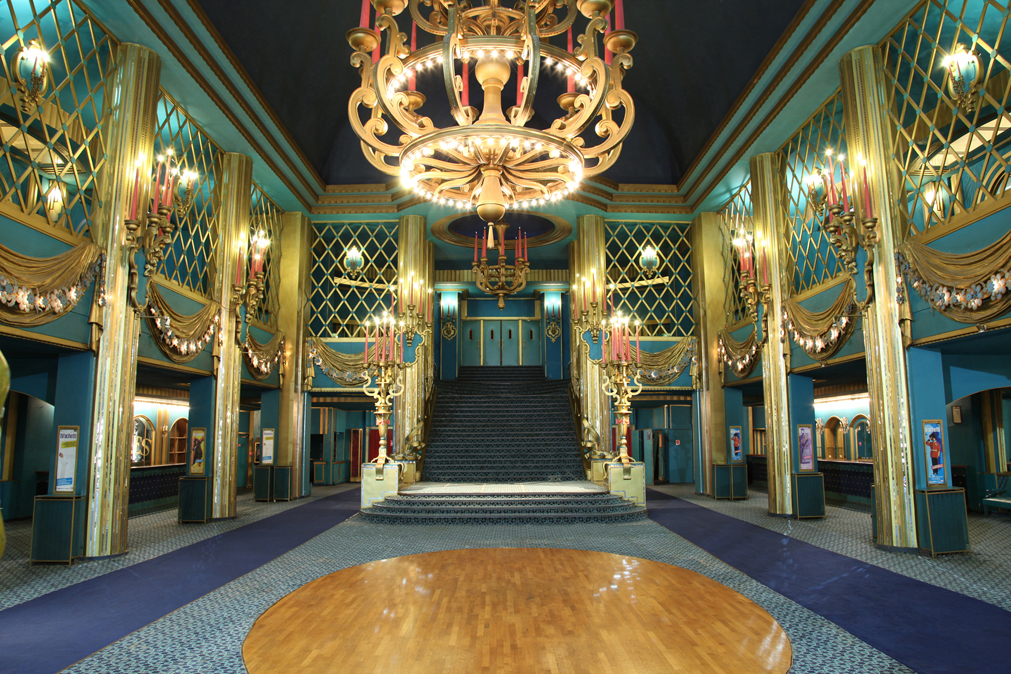
Grande foyer do cabaré Folies Bergère

Duas guerras mundiais devastadoras e suas consequências fizeram a Belle Époque parecer uma época de joie de vivre (alegria de viver) em contraste com as dificuldades do século XIX. Foi também um período de estabilidade que a França desfrutou após o tumulto dos primeiros anos da Terceira República, com a derrota na Guerra Franco-Prussiana, a revolta da Comuna de Paris e a queda do general Georges Ernest Boulanger. A derrota de Boulanger e as celebrações ligadas à Exposição Universal de 1889 em Paris lançaram uma era de otimismo e riqueza. O imperialismo francês estava no auge. Era um centro cultural de influência global, suas instituições educacionais, científicas e médicas estavam na vanguarda da Europa.
No entanto, não era inteiramente a realidade da vida em Paris ou na França. A França tinha uma grande subclasse econômica que nunca experimentou muito das maravilhas e entretenimentos da Belle Époque. A pobreza permaneceu endêmica nas favelas urbanas de Paris e no campesinato rural por décadas após o fim da Belle Époque. Os conflitos entre o governo e a Igreja Católica eram regulares durante o período. Parte da elite artística via o fin de siècle sob uma luz pessimista.

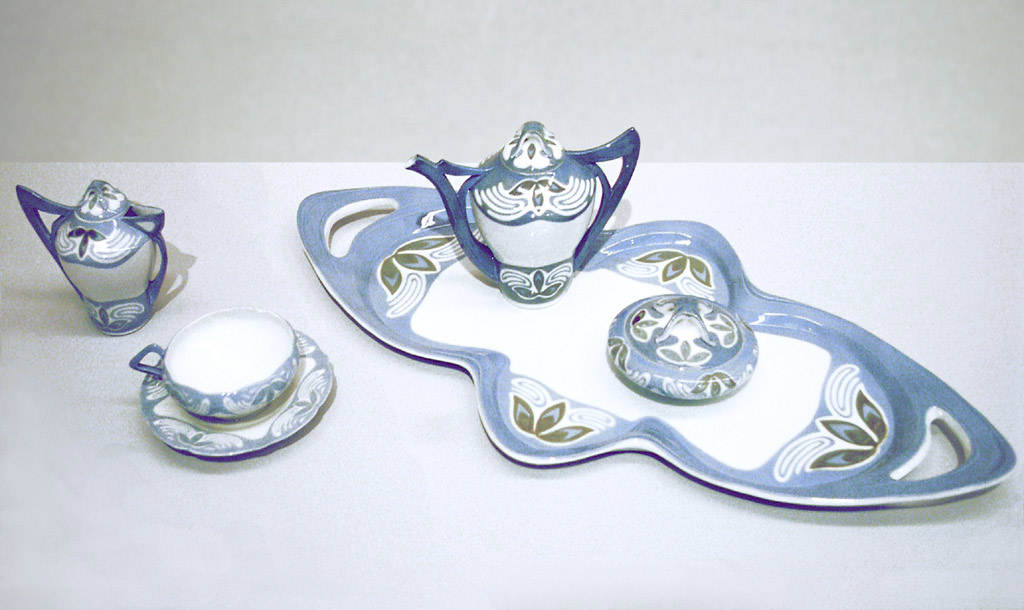
Serviço de café estilo Art Nouveau em Porcelana de Meissen, de Theodor Grust, 1902

Aqueles que foram capazes de se beneficiar da prosperidade da época foram atraídos por novas formas de entretenimento leve durante a Belle Époque, e a burguesia parisiense, ou os industriais bem-sucedidos chamados de novos ricos, tornaram-se cada vez mais influenciados pelos hábitos e modismos da classe social de elite da cidade, conhecida popularmente como Tout-Paris ("todos de Paris" ou "todos em Paris"). O Cassino de Paris foi inaugurado em 1890. Para o público menos abastado de Paris, o entretenimento era fornecido por cabarés, bistrôs e music halls.
O cabaré Moulin Rouge é um marco parisiense ainda em funcionamento atualmente. O Folies Bergère foi outro local emblemático. Os estilos de performance burlesca eram mais populares na Paris da Belle Époque do que em cidades mais sóbrias da Europa e da América. Liane de Pougy, dançarina, socialite e cortesã, era bem conhecida em Paris como artista principal nos principais cabarés. Dançarinos e cantores da Belle Époque como Polaire, Mistinguett, Paulus, Eugénie Fougère, La Goulue e Jane Avril eram celebridades parisienses, algumas das quais modelaram para a arte icônica dos pôsteres de Toulouse-Lautrec. A dança cancã era um estilo popular de cabaré do século XIX que aparece nos pôsteres de Toulouse-Lautrec da época.

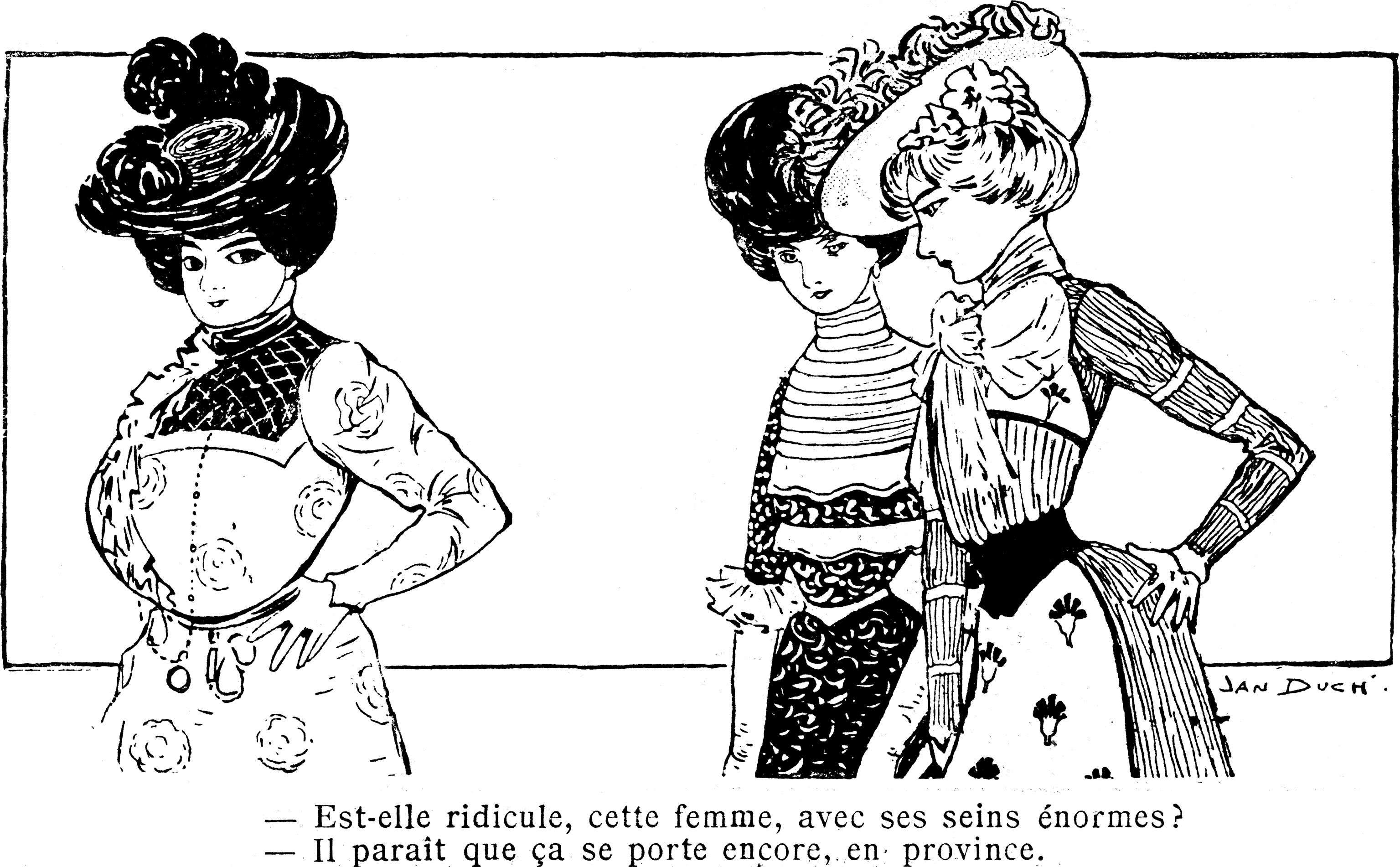
Uma caricatura de 1900 de Jan Duch da revista Le Frou Frou satirizando uma tendência do estilo parisiense que favorece os seios pequenos ("Será ridícula esta mulher com seus seios enormes?" "Parece que ainda está em alta nas províncias.")

A Torre Eiffel, construída para servir como entrada triunfal para a Exposição Universal de 1889, realizada em Paris, tornou-se o símbolo habitual da cidade, tanto para seus habitantes quanto para visitantes de todo o mundo. Paris sediou outra Exposição Universal de sucesso em 1900. Paris havia sido profundamente transformada pelas reformas do Segundo Império na arquitetura e nos serviços públicos da cidade. A renovação de Paris por Haussmann mudou suas moradias, o traçado das ruas e os espaços verdes. Os bairros caminháveis estavam bem estabelecidos na Belle Époque.
Carvão barato e mão de obra barata contribuíram para o culto à orquídea e tornaram possível o aperfeiçoamento de frutas cultivadas sob vidro, à medida que o aparato dos jantares de estado se estendia às classes altas. Penas e peles exóticas eram mais proeminentemente apresentadas na moda do que nunca, já que a alta-costura foi inventada em Paris, o centro da Belle Époque, onde a moda começou a se mover em um ciclo anual. Em Paris, restaurantes como o Maxim's Paris alcançaram um novo esplendor e prestígio como lugares para os ricos desfilarem. O Maxim's Paris era indiscutivelmente o restaurante mais exclusivo da cidade. Os estilos de vida boêmios ganharam um glamour diferente, perseguido nos cabarés de Montmartre.
Grandes edifícios públicos, como a Ópera Garnier, dedicaram enormes espaços à decoração de interiores, como locais de espetáculos de Art Nouveau. Após meados do século XIX, as ferrovias ligavam todas as principais cidades da Europa a balneários como Biarritz, Deauville, Vichy, Arcachon e a Riviera Francesa. Seus vagões eram rigorosamente divididos em primeira e segunda classe, mas os super-ricos começaram a encomendar vagões ferroviários particulares, já que exclusividade e ostentação eram marcas registradas do luxo opulento.

## Ciência e tecnologia

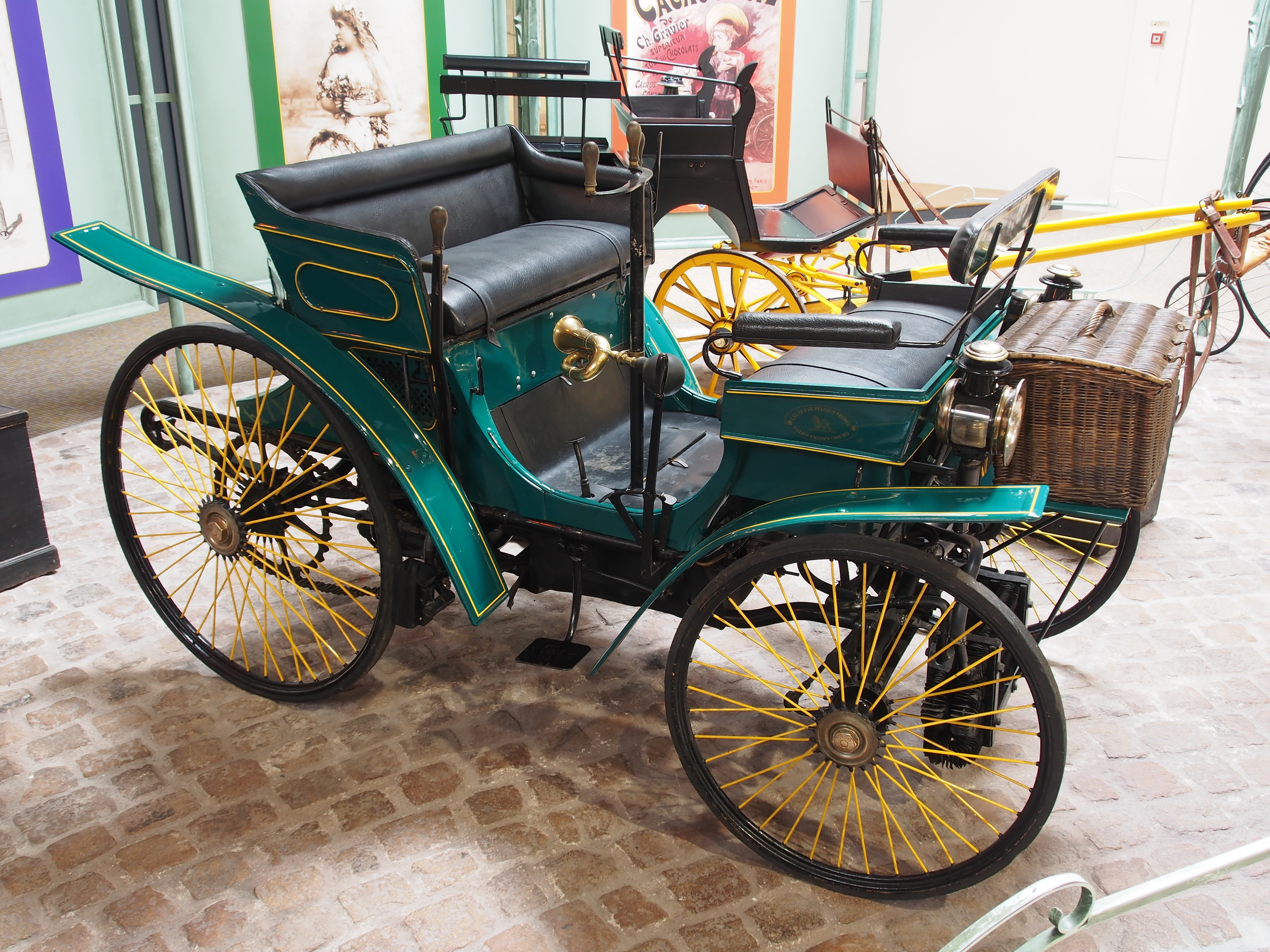
Peugeot Tipo 3 construído na França em 1891

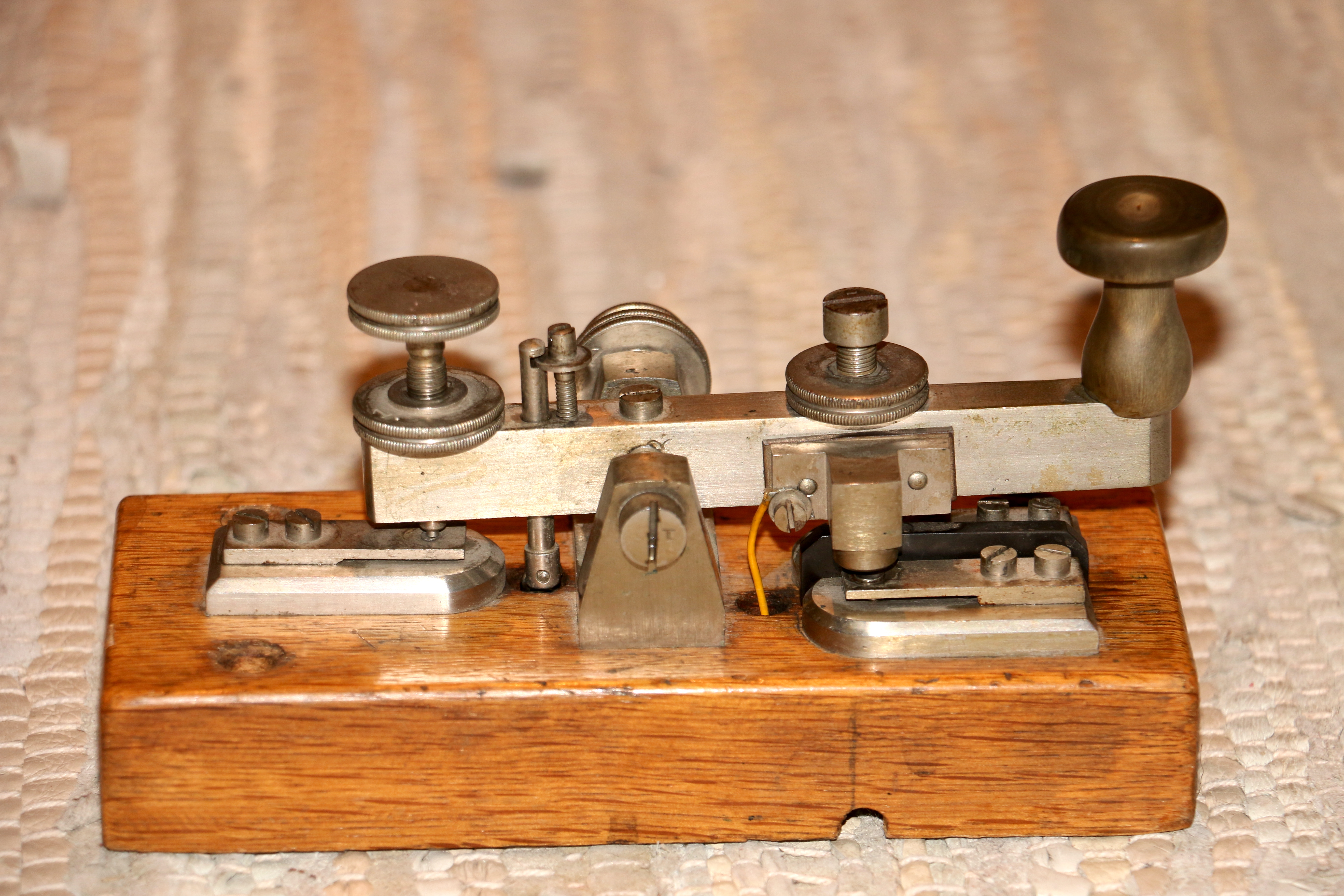
Uma chave telegráfica usada para transmitir mensagens em código Morse

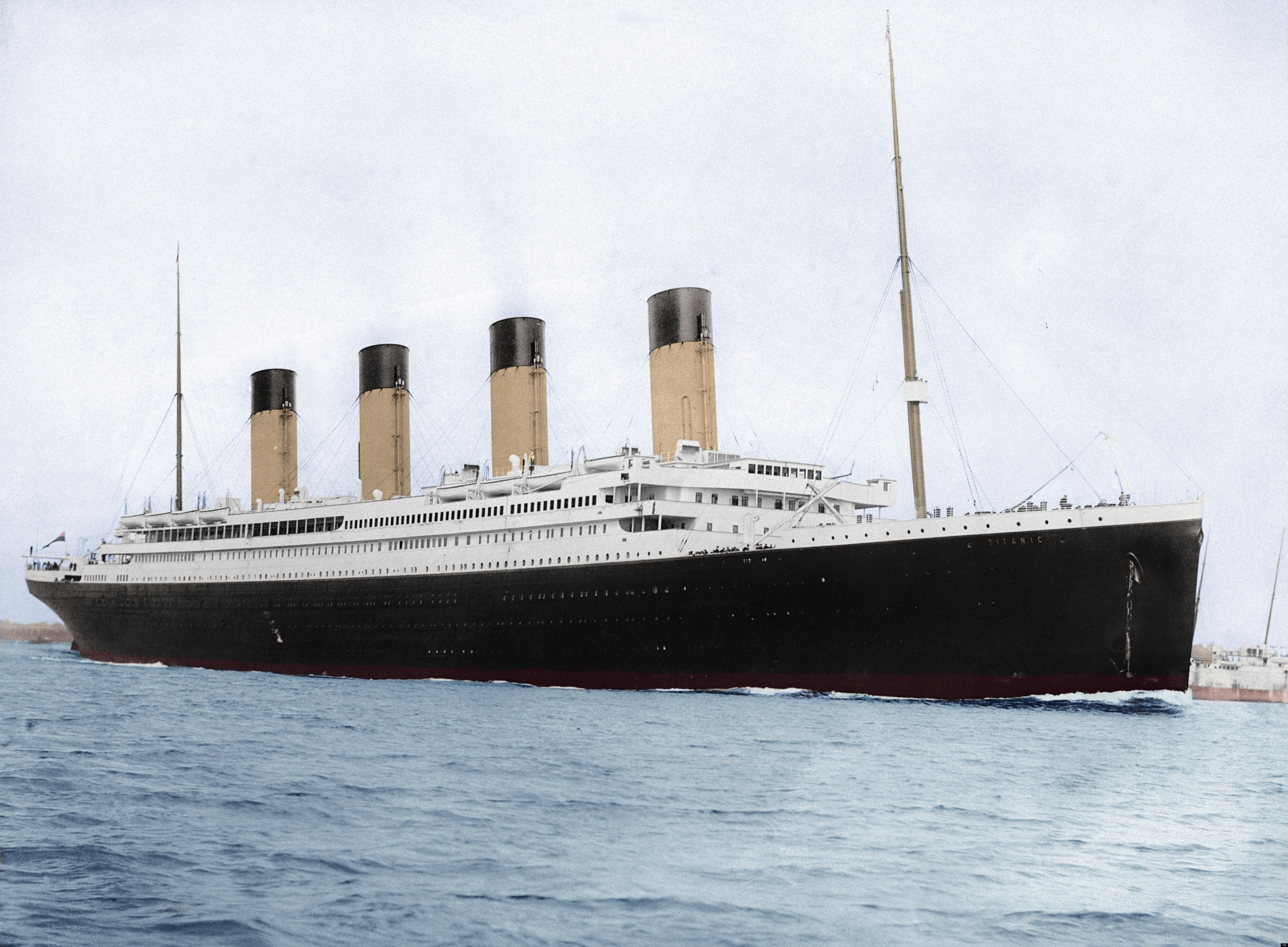
O naufrágio do RMS Titanic em 1912 é a tragédia mais conhecida da época

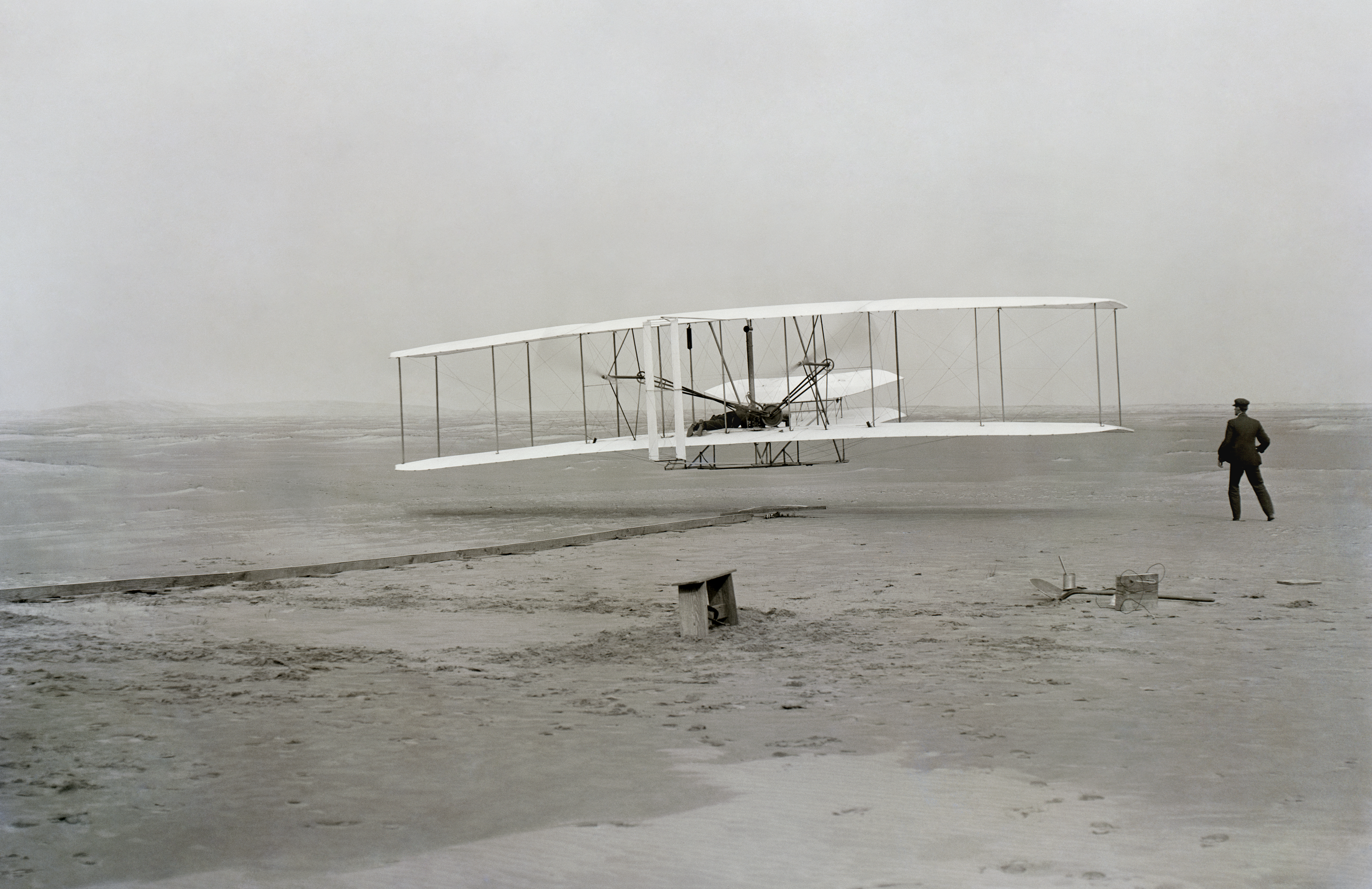
O Wright Flyer: o primeiro voo sustentado com uma aeronave motorizada, controlada e mais pesada que o ar (1903)

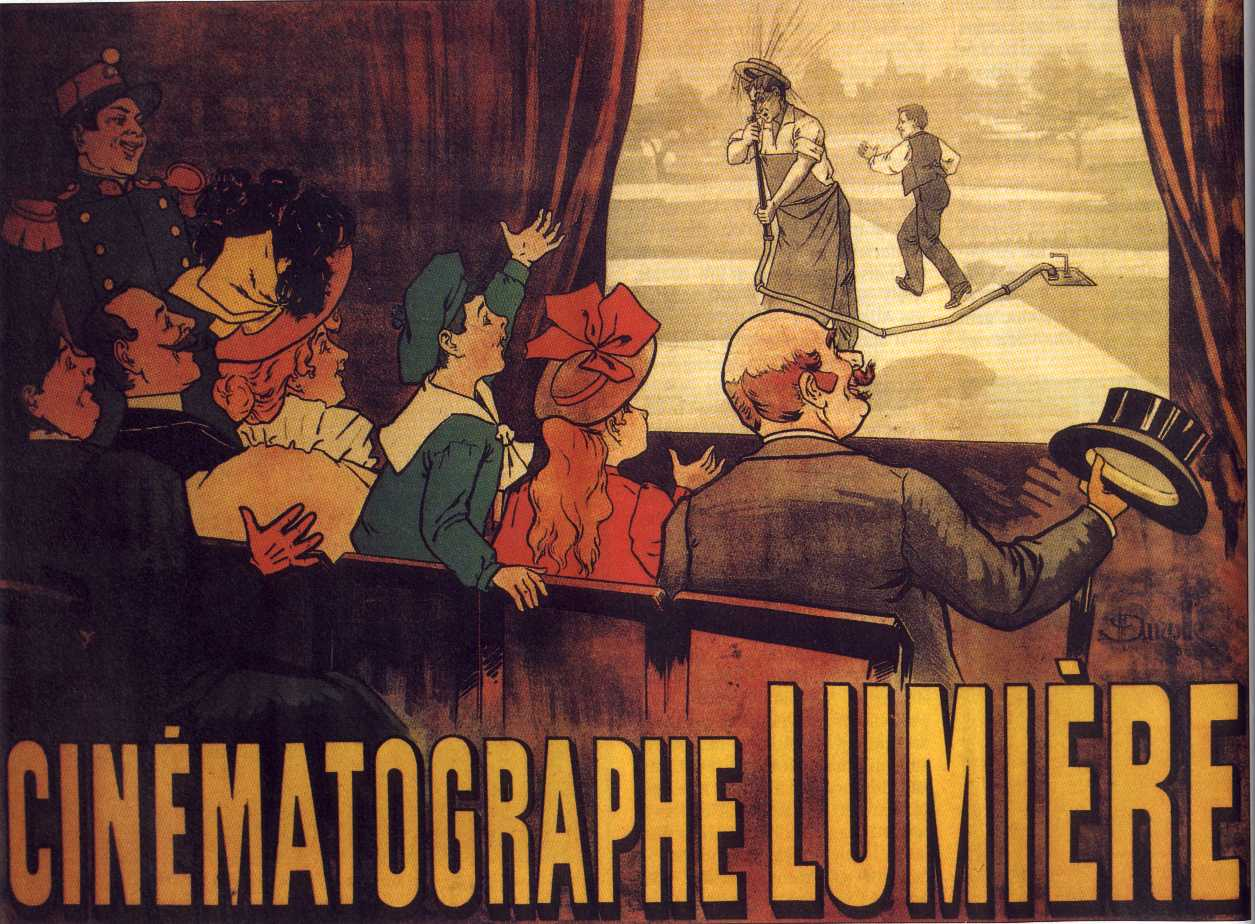
O primeiro pôster de filme do mundo, para a comédia L'Arroseur arrosé, 1895

A Belle Époque foi uma era de grande avanço científico e tecnológico na Europa e no mundo em geral. As invenções da Segunda Revolução Industrial que se tornaram geralmente comuns nesta era incluem a perfeição de carruagens levemente suspensas e silenciosas em uma infinidade de novas formas da moda, que foram substituídas no final da era pelo automóvel, que foi em sua primeira década um experimento luxuoso para os ricos. Fabricantes de automóveis franceses como a Peugeot já eram pioneiros na fabricação de carruagens. Édouard Michelin inventou pneus pneumáticos removíveis para bicicletas e automóveis na década de 1890. A motoneta e o ciclomotor também são invenções da Belle Époque.
Vários inventores franceses patentearam produtos com um impacto duradouro na sociedade moderna. Depois que o telefone se juntou ao telégrafo como veículo de comunicação rápida, o inventor francês Édouard Belin desenvolveu o belinógrafo, ou telefoto, para transmitir fotos por telefone. A luz elétrica começou a substituir a iluminação a gás, e as luzes de néon foram inventadas na França.
A França foi pioneira na tecnologia cinematográfica inicial. O cinematógrafo foi inventado na França por Léon Bouly e utilizado por Auguste e Louis Lumière, irmãos que realizaram as primeiras exibições de filmes no mundo. Os irmãos Lumière realizaram muitas outras inovações na cinematografia. Foi durante essa era que os filmes foram desenvolvidos, embora estes só se tenham tornado comuns após a Primeira Guerra Mundial.
Embora o avião continuasse sendo um experimento fascinante, a França era líder na aviação. A França estabeleceu a primeira força aérea nacional do mundo em 1910. Dois inventores franceses, Louis Breguet e Paul Cornu, realizaram experimentos independentes com os primeiros helicópteros voadores em 1907.
Antoine Henri Becquerel descobriu a radioatividade em 1896, enquanto trabalhava com materiais fosforescentes. Seu trabalho confirmou e explicou observações anteriores sobre sais de urânio feitas por Abel Niépce de Saint-Victor em 1857.
Foi durante esta era que biólogos e médicos finalmente chegaram a entender a teoria microbiana das doenças, e o campo da bacteriologia foi estabelecido. Louis Pasteur foi talvez o cientista mais famoso da França durante este tempo. Pasteur desenvolveu a pasteurização e uma vacina antirrábica. O matemático e físico Henri Poincaré fez contribuições importantes para a matemática pura e aplicada, e também publicou livros para o público em geral sobre assuntos matemáticos e científicos. Marie Skłodowska-Curie trabalhou na França, ganhando o Prêmio Nobel de Física em 1903, e o Prêmio Nobel de Química em 1911. O físico Gabriel Lippmann inventou a imagem integral, ainda em uso hoje.

## Galeria

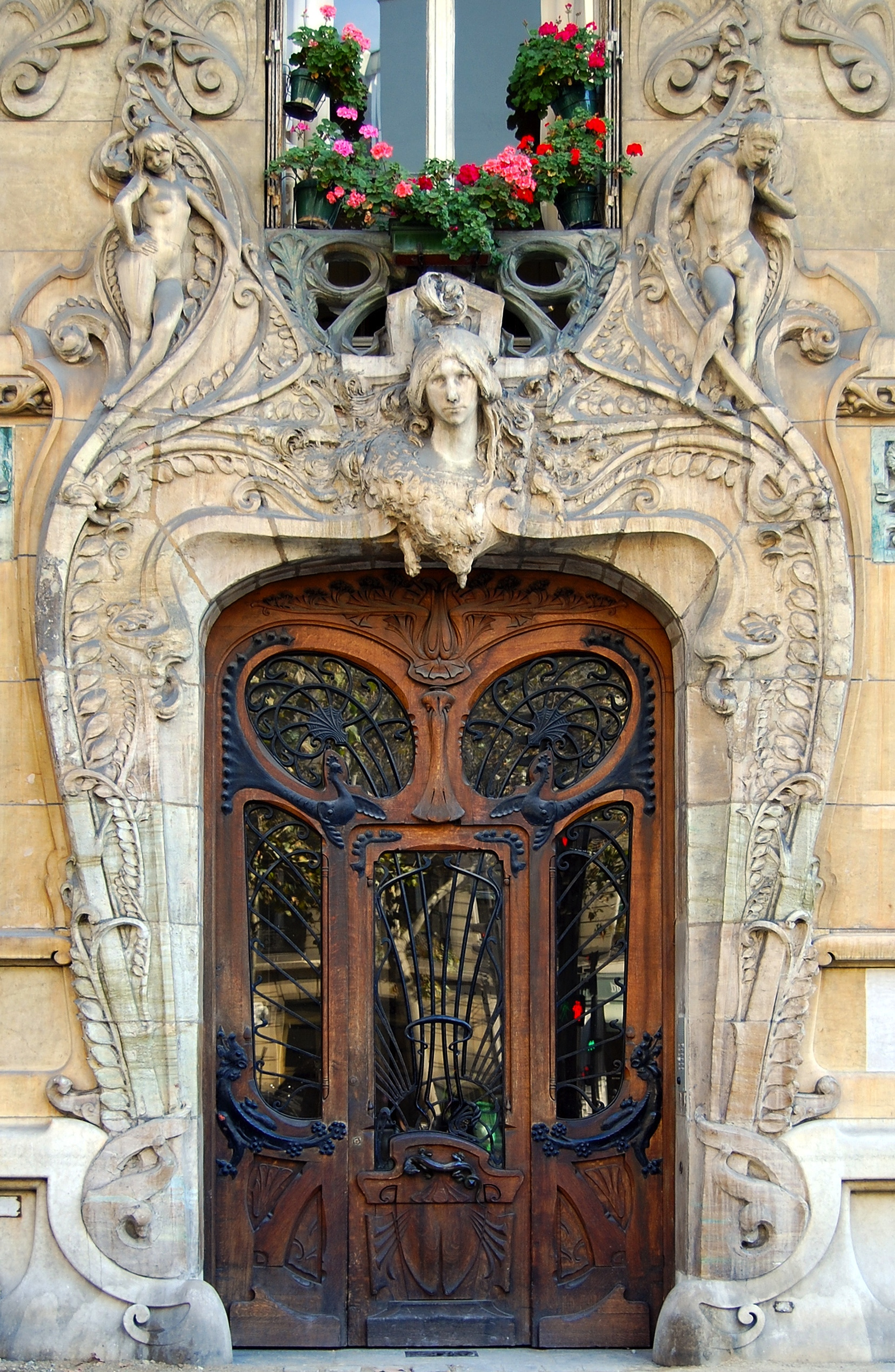
Art Nouveau edifício em Paris pelo arquiteto Jules Lavirotte, esculturas por Jean-François Larrivé (1875–1928)
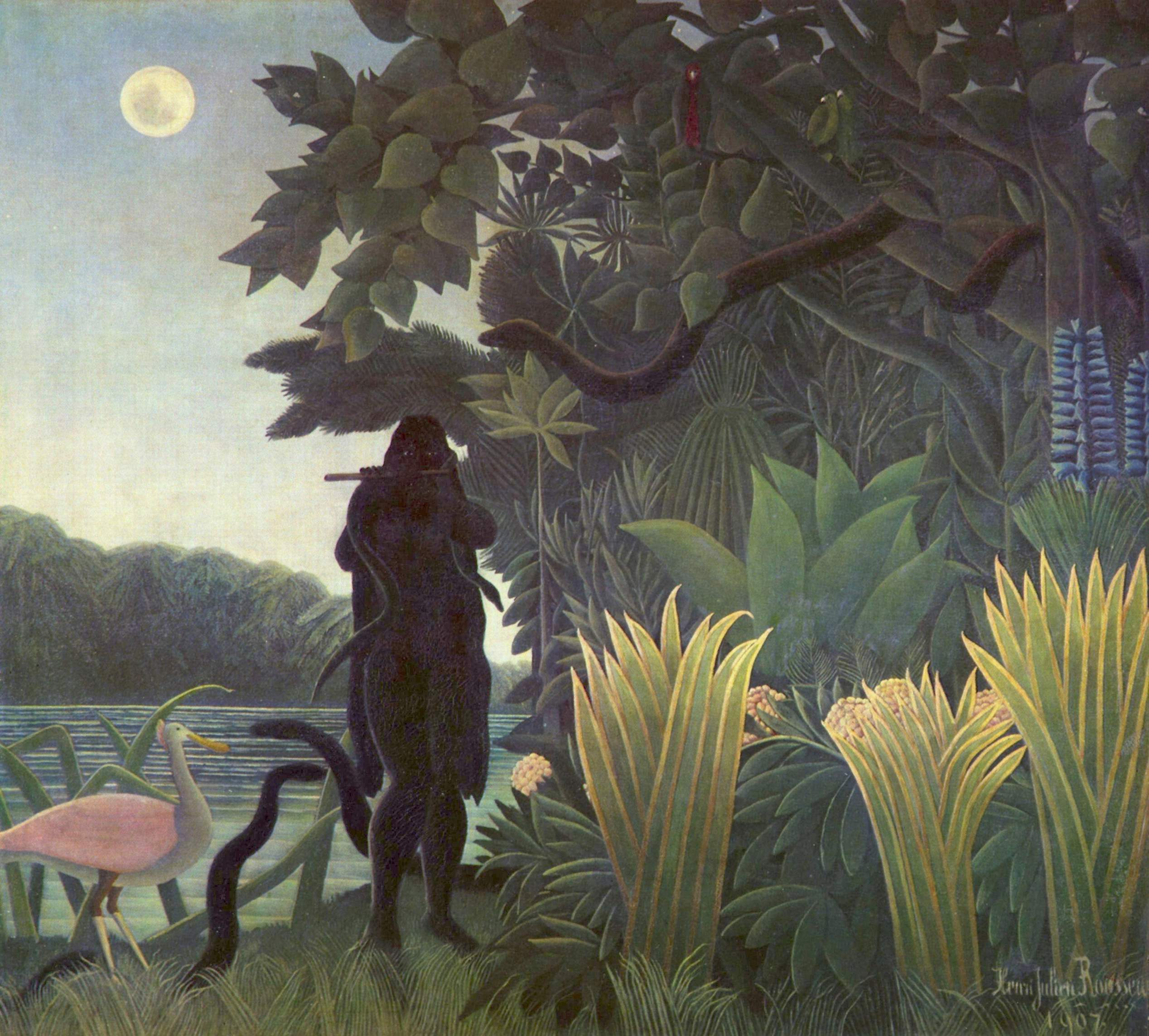
La charmeuse de Serpents (O Encantador de Cobras) (1907) por Henri Rousseau
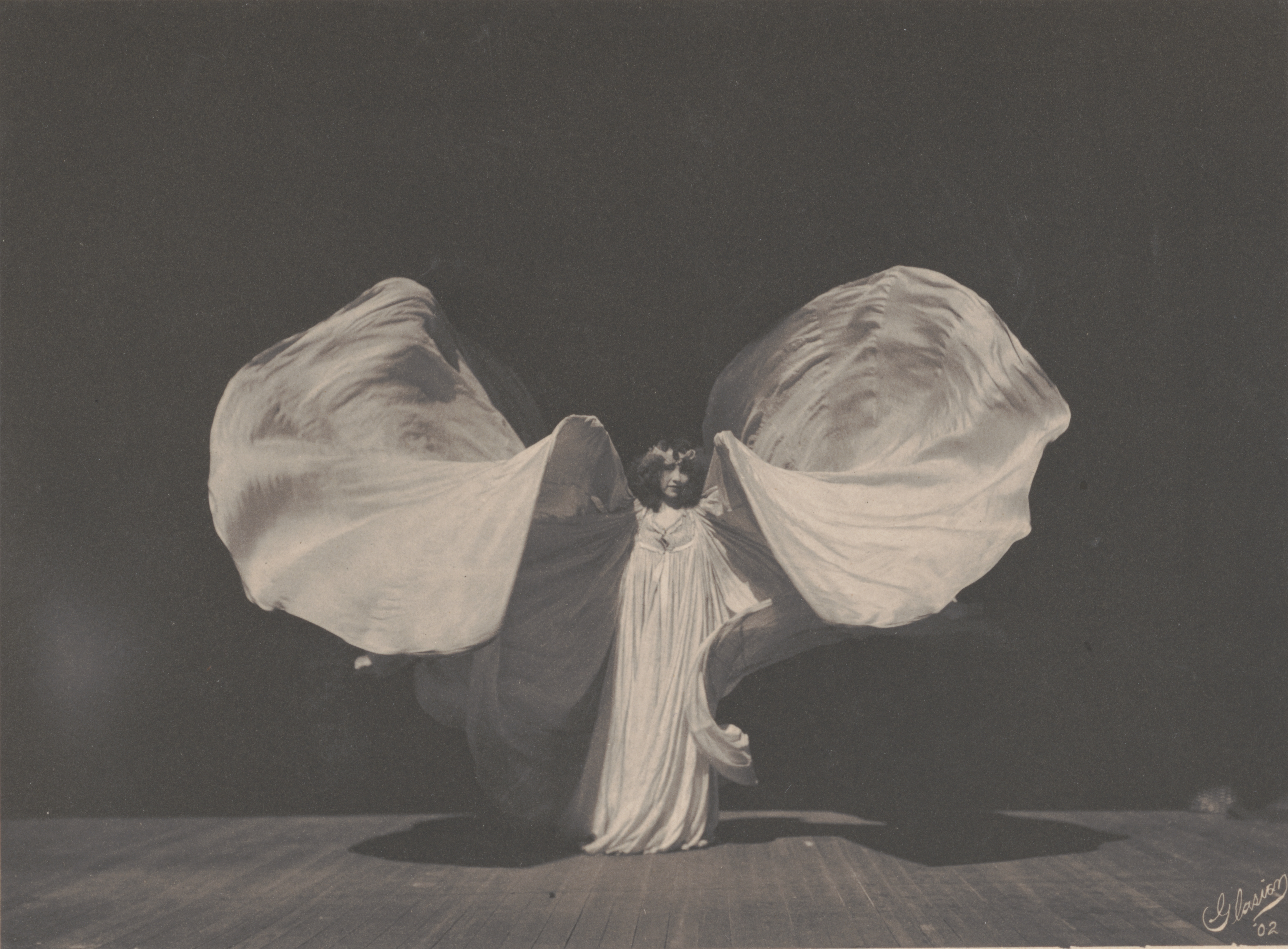
Dança moderna (e iluminação moderna do palco) inovadora Loie Fuller
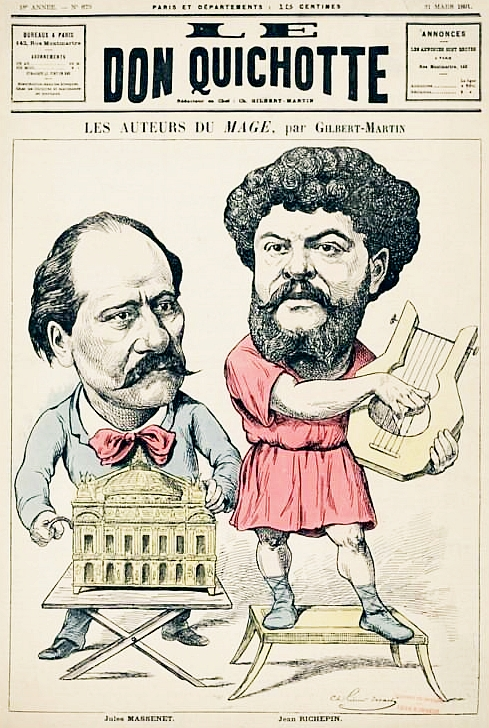
Jules Massenet e Jean Richepin (o último como Apollo Citharoedus), autores de Le mage, estreou no Opéra-Comique em Paris em 16 de março de 1891
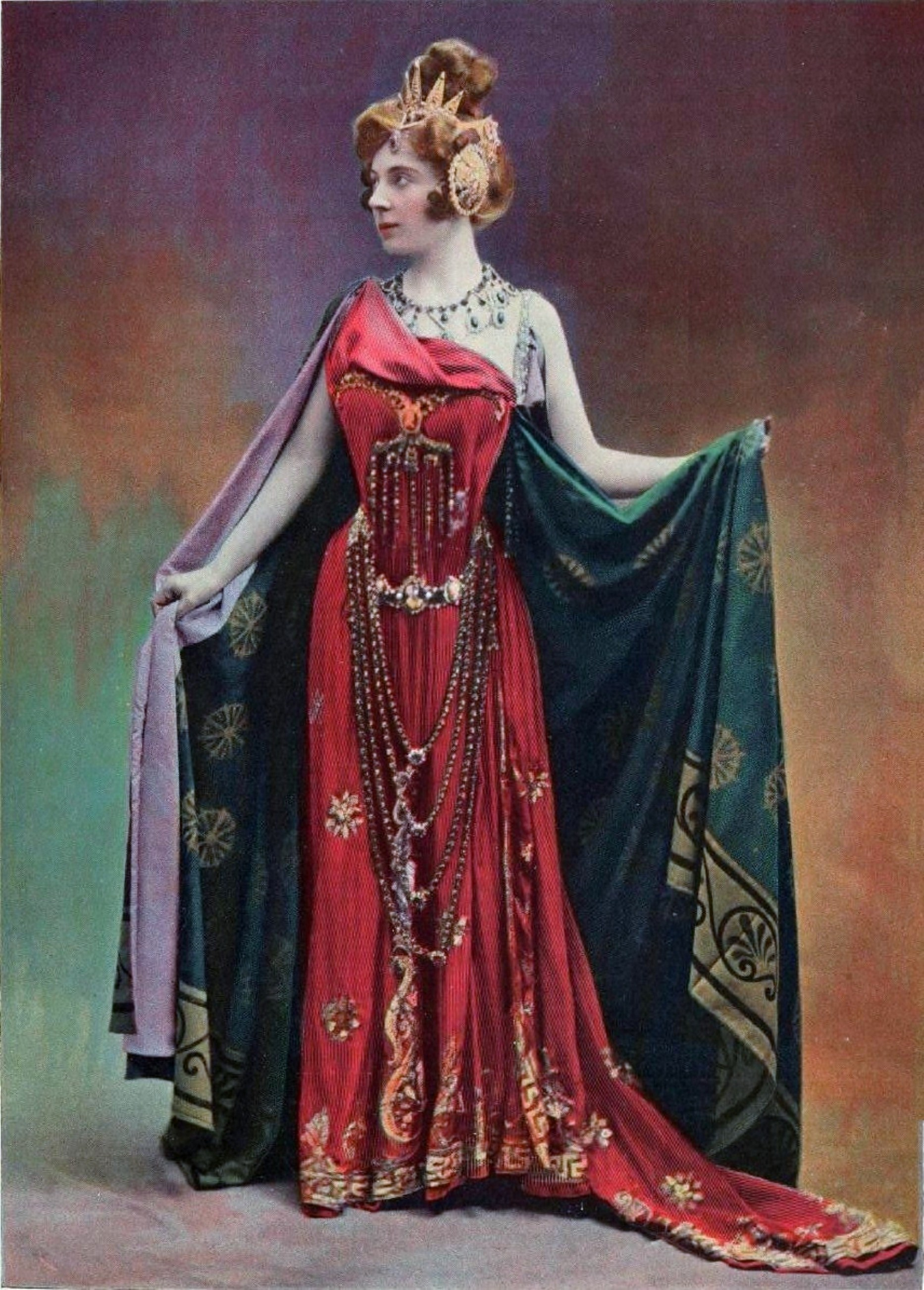
A atriz francesa Amélie Diéterle como Ônfale na opereta "Les travaux d'Hercule", em Paris, foto do jornal francês Le Theatre de 11 de abril de 1901